# Arturo Martini
Arturo Martini (ur. 11 sierpnia 1889 w Treviso, zm. 22 marca 1947 w Mediolanie) – włoski rzeźbiarz.

## Życiorys
Szkolił się na złotnika i ceramika, pracował jako garncarz, w 1905 zaczął rzeźbić. W 1909 uczył się rzeźbiarstwa od Adolfa von Hildebranda. We wczesnych latach eksperymentował z graniastym i emocjonalnym stylem ekspresjonistycznym, m.in. w dziele Prostytutka z 1909. Pierwsza wystawa jego dzieł odbyła się w Paryżu w 1912. W 1921 dołączył do ruchu Valori Plastici. Wypracował własny styl pełen specyficznej ekspresji nawiązujący do kubizmu i futuryzmu. Jego ważniejsze prace to Światło księżyca z 1932, Portret Moneta z 1938, Pragnienie z 1938 i Kobieta płynąca pod wodą z 1941.